# کیپی شینا
کیپی شینا (انگلیسی: Kippei Shiina؛ زادهٔ ۱۴ ژوئیهٔ ۱۹۶۴) هنرپیشه، و تهیه‌کننده فیلم اهل ژاپن است. وی از سال ۱۹۸۶ میلادی تاکنون مشغول فعالیت بوده‌است.
از فیلم‌ها یا برنامه‌های تلویزیونی که وی در آن نقش داشته‌است می‌توان به تناسخ اشاره کرد.